# Liste der Kulturdenkmale in Berlin-Schmargendorf

Lage von Schmargendorf in Berlin

In der Liste der Kulturdenkmale von Schmargendorf sind die Kulturdenkmale des Berliner Ortsteils Schmargendorf im Bezirk Charlottenburg-Wilmersdorf aufgeführt.

## Denkmalbereiche (Ensembles)
| Nr.      | Lage | Offizielle Bezeichnung | Beschreibung | Bild                                |
| -------- | --- | --- | --- | ----------------------------------- |
| 09070324 | Hohenzollerndamm 67–77A, 127–130A Auguste-Viktoria-Straße 40–48, 70–71 Davoser Straße 10–17A Elgersburger Straße 28–29 Flinsberger Platz 6 Forckenbeckstraße 50–51 Kissinger Straße 62–65 (Lage) | Kreuzkirche mit Pfarrhaus, Wohnanlagen und Platzraum Baudenkmale siehe: Auguste-Viktoria-Straße 40–48 Hohenzollerndamm 67–76; 130–130A | Weiterer Bestandteil des Ensembles:                                                                                              | Weiterer Bestandteil des Ensembles: |
| 09070324 | Hohenzollerndamm 67–77A, 127–130A Auguste-Viktoria-Straße 40–48, 70–71 Davoser Straße 10–17A Elgersburger Straße 28–29 Flinsberger Platz 6 Forckenbeckstraße 50–51 Kissinger Straße 62–65 (Lage) | Kreuzkirche mit Pfarrhaus, Wohnanlagen und Platzraum Baudenkmale siehe: Auguste-Viktoria-Straße 40–48 Hohenzollerndamm 67–76; 130–130A | 09070325 – Auguste-Viktoria-Straße 70–71 / Elgersburger Straße 28–29 / Hohenzollerndamm 77–77A, Wohnanlage, 1931 von M. W. Baars |                                     |
| 09070296 | Kirchstraße 1–2 Misdroyer Straße 39/41 (Lage) | Mietshäuser, Wohnhaus & Hofgebäude | |                                     |
| 09070296 | Kirchstraße 1–2 Misdroyer Straße 39/41 (Lage) | Mietshäuser, Wohnhaus & Hofgebäude | Bestandteile des Ensembles: |                                     |
| 09070296 | Kirchstraße 1–2 Misdroyer Straße 39/41 (Lage) | Mietshäuser, Wohnhaus & Hofgebäude | 09070297 – Kirchstraße 1, Mietshaus, 1894–1895 von Paul Vogler                                                                   |                                     |
| 09070296 | Kirchstraße 1–2 Misdroyer Straße 39/41 (Lage) | Mietshäuser, Wohnhaus & Hofgebäude | 09070297 – Kirchstraße 1, Hofgebäude                                                                                             |                                     |
| 09070296 | Kirchstraße 1–2 Misdroyer Straße 39/41 (Lage) | Mietshäuser, Wohnhaus & Hofgebäude | 09070298 – Kirchstraße 2, Mietshaus, 1894–1895 von H. Franzke                                                                    |                                     |
| 09070296 | Kirchstraße 1–2 Misdroyer Straße 39/41 (Lage) | Mietshäuser, Wohnhaus & Hofgebäude | 09070298 – Hofgebäude Kirchstraße 2                                                                                              |                                     |
| 09070296 | Kirchstraße 1–2 Misdroyer Straße 39/41 (Lage) | Mietshäuser, Wohnhaus & Hofgebäude | 09070299 – Misdroyer Straße 39, Landhaus, 1892 von Otto Hoffmann                                                                 |                                     |
| 09070296 | Kirchstraße 1–2 Misdroyer Straße 39/41 (Lage) | Mietshäuser, Wohnhaus & Hofgebäude | 09070300 – Misdroyer Straße 41, Landhaus, 1892 von Otto Hoffmann                                                                 |                                     |

## Denkmalbereiche (Gesamtanlagen)
| Nr.      | Lage | Offizielle Bezeichnung                          | Beschreibung                                                                                               | Bild                                    |
| -------- | --- | ----------------------------------------------- | --- | --------------------------------------- |
| 09070331 | Auguste-Viktoria-Straße 62–67 Hohenzollerndamm 122–126 Kissinger Straße 66–67 (Lage) | Mietshausgruppe                                 | Auguste-Viktoria-Straße 62–63, 1912–13 von Max Welsch                                                      |                                         |
| 09070331 | Auguste-Viktoria-Straße 62–67 Hohenzollerndamm 122–126 Kissinger Straße 66–67 (Lage) | Mietshausgruppe                                 | Auguste-Viktoria-Straße 64–65                                                                              |                                         |
| 09070331 | Auguste-Viktoria-Straße 62–67 Hohenzollerndamm 122–126 Kissinger Straße 66–67 (Lage) | Mietshausgruppe                                 | Auguste-Viktoria-Straße 66–67                                                                              |                                         |
| 09070331 | Auguste-Viktoria-Straße 62–67 Hohenzollerndamm 122–126 Kissinger Straße 66–67 (Lage) | Mietshausgruppe                                 | Hohenzollerndamm 122–123                                                                                   |                                         |
| 09040249 | Breite Straße 26, 28-37A Warnemünder Straße 1 (Lage) | Wohnanlage                                      | Wohnzeile, 1961–65 von Hans-Jürgen Heide                                                                   |                                         |
| 09040249 | Breite Straße 26, 28-37A Warnemünder Straße 1 (Lage) | Wohnanlage                                      | Ladenstraße mit 3 Pavillons                                                                                |                                         |
| 09040249 | Breite Straße 26, 28-37A Warnemünder Straße 1 (Lage) | Wohnanlage                                      | Geschäftspavillon                                                                                          |                                         |
| 09040249 | Breite Straße 26, 28-37A Warnemünder Straße 1 (Lage) | Wohnanlage                                      | Freiflächengestaltung                                                                                      |                                         |
| 09011400 | Borkumer Straße 33–47, 49–53, 55 Dievenowstraße 15, 17–26, 30/34 Heiligendammer Straße 28–39, 41 Misdroyer Straße 28, 30–34 Wangerooger Steig 1–4, 6–10 Zoppoter Straße 16/18, 18A, 20-20A, 28/30, 34 (Lage) | Siedlung des Beamtenwohnungsvereins zu Köpenick | 4 Wohnhöfe entlang der Heiligendammer Straße, 1925–31 von Kaiser & Wagenknecht und 1938–39 von Walter Kaas |                                         |
| 09011400 | Borkumer Straße 33–47, 49–53, 55 Dievenowstraße 15, 17–26, 30/34 Heiligendammer Straße 28–39, 41 Misdroyer Straße 28, 30–34 Wangerooger Steig 1–4, 6–10 Zoppoter Straße 16/18, 18A, 20-20A, 28/30, 34 (Lage) | Siedlung des Beamtenwohnungsvereins zu Köpenick | 6 Wohnhauszeilen                                                                                           |                                         |
| 09011400 | Borkumer Straße 33–47, 49–53, 55 Dievenowstraße 15, 17–26, 30/34 Heiligendammer Straße 28–39, 41 Misdroyer Straße 28, 30–34 Wangerooger Steig 1–4, 6–10 Zoppoter Straße 16/18, 18A, 20-20A, 28/30, 34 (Lage) | Siedlung des Beamtenwohnungsvereins zu Köpenick | Gasleuchten im Straßenraum                                                                                 |                                         |
| 09011400 | Borkumer Straße 33–47, 49–53, 55 Dievenowstraße 15, 17–26, 30/34 Heiligendammer Straße 28–39, 41 Misdroyer Straße 28, 30–34 Wangerooger Steig 1–4, 6–10 Zoppoter Straße 16/18, 18A, 20-20A, 28/30, 34 (Lage) | Siedlung des Beamtenwohnungsvereins zu Köpenick | Weitere Bestandteile: siehe Denkmalliste von Wilmersdorf                                                   |                                         |
| 09070333 | Cunostraße 75–94 Forckenbeckstraße 57–59 Kissinger Platz 1–3 Kissinger Straße 20–21 Reichenhaller Straße 55–56 Tölzer Straße 1–18 (Lage)                                                                     | Reichsbanksiedlung Schmargendorf                | Nördlicher Wohnblock, 1923–26 von Werner March (siehe auch Gartendenkmal Cunostraße 75–94)                 | Reichsbanksiedlung Reichenhaller Straße |
| 09070333 | Cunostraße 75–94 Forckenbeckstraße 57–59 Kissinger Platz 1–3 Kissinger Straße 20–21 Reichenhaller Straße 55–56 Tölzer Straße 1–18 (Lage)                                                                     | Reichsbanksiedlung Schmargendorf                | 2 südliche Wohnblöcke                                                                                      | Reichsbanksiedlung Reichenhaller Straße |
| 09070333 | Cunostraße 75–94 Forckenbeckstraße 57–59 Kissinger Platz 1–3 Kissinger Straße 20–21 Reichenhaller Straße 55–56 Tölzer Straße 1–18 (Lage)                                                                     | Reichsbanksiedlung Schmargendorf                | 2 Wohnhäuser mit Torbauten                                                                                 |                                         |
| 09070333 | Cunostraße 75–94 Forckenbeckstraße 57–59 Kissinger Platz 1–3 Kissinger Straße 20–21 Reichenhaller Straße 55–56 Tölzer Straße 1–18 (Lage)                                                                     | Reichsbanksiedlung Schmargendorf                | Betonlitfaßsäule                                                                                           |                                         |
| 09070275 | Dievenowstraße 6, 12/14 Heiligendammer Straße 3 Hohmannstraße 8–11 (Lage) | Wohnanlage                                      | 2 Wohnzeilen, 1930–31 von Otto Rudolf Salvisberg                                                           | Wohnanlage Dievenowstraße               |
| 09070277 | Forckenbeckstraße 3–6 (Lage) | Kraftwerk Wilmersdorf                           | Beamtenhaus, 1910 von Hans Liepe                                                                           |                                         |
| 09070277 | Forckenbeckstraße 3–6 (Lage) | Kraftwerk Wilmersdorf                           | Schalthaus, 1912 von Hans Liepe                                                                            |                                         |
| 09070278 | Forckenbeckstraße 16–17 (Lage) | Obdachlosenunterkunft (ehem. Gasanstalt)        | 2 Bauten, um 1893 von Eugen Reissner                                                                       |                                         |
| 09097797 | Hammersteinstraße 20 Bernadottestraße 50 Miquelstraße 35/37 (Lage) | Haus Gerstenberg                                | Villa, 1903–04 von Carl Vohl                                                                               |                                         |
| 09097797 | Hammersteinstraße 20 Bernadottestraße 50 Miquelstraße 35/37 (Lage) | Haus Gerstenberg                                | Wirtschaftsgebäude und Stall                                                                               |                                         |
| 09097797 | Hammersteinstraße 20 Bernadottestraße 50 Miquelstraße 35/37 (Lage) | Haus Gerstenberg                                | Schuppen                                                                                                   |                                         |
| 09097797 | Hammersteinstraße 20 Bernadottestraße 50 Miquelstraße 35/37 (Lage) | Haus Gerstenberg                                | Galerietrakt 1908–09                                                                                       |                                         |
| 09097797 | Hammersteinstraße 20 Bernadottestraße 50 Miquelstraße 35/37 (Lage) | Haus Gerstenberg                                | Reste der Einfriedung                                                                                      |                                         |
| 09070286 | Hohenzollerndamm 81–84 Franzensbader Straße 1–6B Ilmenauer Straße 9–12 (Lage) | Mietshausgruppe                                 | Hohenzollerndamm 81–82, 1913–15 von Max Welsch                                                             |                                         |
| 09070286 | Hohenzollerndamm 81–84 Franzensbader Straße 1–6B Ilmenauer Straße 9–12 (Lage) | Mietshausgruppe                                 | Hohenzollerndamm 83–84                                                                                     |                                         |
| 09070286 | Hohenzollerndamm 81–84 Franzensbader Straße 1–6B Ilmenauer Straße 9–12 (Lage) | Mietshausgruppe                                 | Franzensbader Straße 3–4                                                                                   |                                         |
| 09070286 | Hohenzollerndamm 81–84 Franzensbader Straße 1–6B Ilmenauer Straße 9–12 (Lage) | Mietshausgruppe                                 | Franzensbader Straße 5–6                                                                                   |                                         |
| 09070286 | Hohenzollerndamm 81–84 Franzensbader Straße 1–6B Ilmenauer Straße 9–12 (Lage) | Mietshausgruppe                                 | Ilmenauer Straße 9                                                                                         |                                         |
| 09070286 | Hohenzollerndamm 81–84 Franzensbader Straße 1–6B Ilmenauer Straße 9–12 (Lage) | Mietshausgruppe                                 | Ilmenauer Straße 10–11                                                                                     |                                         |
| 09070286 | Hohenzollerndamm 81–84 Franzensbader Straße 1–6B Ilmenauer Straße 9–12 (Lage) | Mietshausgruppe                                 | Tiefgarage                                                                                                 |                                         |
| 09070288 | Hohenzollerndamm 92–94 Karlsbader Straße 18 Teplitzer Straße 40/42 (Lage) | Haus Haenel                                     | Karlsbader Straße & Hohenzollerndamm 92, 1924–25, 1929 von Hans Altmann                                    | Hohenzollerndamm Haus Haenel            |
| 09070288 | Hohenzollerndamm 92–94 Karlsbader Straße 18 Teplitzer Straße 40/42 (Lage) | Haus Haenel                                     | Hohenzollerndamm 93                                                                                        |                                         |
| 09070288 | Hohenzollerndamm 92–94 Karlsbader Straße 18 Teplitzer Straße 40/42 (Lage) | Haus Haenel                                     | Eckgebäude                                                                                                 |                                         |
| 09070288 | Hohenzollerndamm 92–94 Karlsbader Straße 18 Teplitzer Straße 40/42 (Lage) | Haus Haenel                                     | Wohnhaus Teplitzer Straße,                                                                                 |                                         |
| 09070289 | Hohenzollerndamm 111–112 Marienbader Straße 11–12 (Lage) | Mietshausgruppe                                 | Wohnhof, 1909–10 von Richard Preuß                                                                         |                                         |
| 09070291 | Hohenzollerndamm 150–152 Cunostraße 36–41 Fritz-Wildung-Straße 10/26 (Lage) | ehem. Wehrkreiskommando III                     | Cunostraße 36–41, 1936–43 von Rudolf Klar                                                                  | Hohenzollerndamm 150–152                |
| 09070291 | Hohenzollerndamm 150–152 Cunostraße 36–41 Fritz-Wildung-Straße 10/26 (Lage) | ehem. Wehrkreiskommando III                     | Hohenzollerndamm 151                                                                                       | Hohenzollerndamm 150–152                |
| 09070291 | Hohenzollerndamm 150–152 Cunostraße 36–41 Fritz-Wildung-Straße 10/26 (Lage) | ehem. Wehrkreiskommando III                     | Hohenzollerndamm, Verwaltungsgebäude                                                                       |                                         |
| 09070291 | Hohenzollerndamm 150–152 Cunostraße 36–41 Fritz-Wildung-Straße 10/26 (Lage) | ehem. Wehrkreiskommando III                     | Überdachter Fußüberweg                                                                                     |                                         |
| 09070291 | Hohenzollerndamm 150–152 Cunostraße 36–41 Fritz-Wildung-Straße 10/26 (Lage) | ehem. Wehrkreiskommando III                     | Hohenzollerndamm 152                                                                                       |                                         |
| 09070291 | Hohenzollerndamm 150–152 Cunostraße 36–41 Fritz-Wildung-Straße 10/26 (Lage) | ehem. Wehrkreiskommando III                     | Garagen |                                         |
| 09070304 | Lentzeallee 16/74 Misdroyer Straße 1/27 Zoppoter Straße 36/64 (Lage) | Reihenhaussiedlung                              | 1920–21 von Heinrich Schweitzer                                                                            | Reihenhaussiedlung Zoppoter Straße      |
| 09070304 | Lentzeallee 16/74 Misdroyer Straße 1/27 Zoppoter Straße 36/64 (Lage) | Reihenhaussiedlung                              | Gasleuchten im Straßenraum                                                                                 |                                         |
| 09070326 | Sulzaer Straße 1–4, 17–20 Hundekehlestraße 14–15 (Lage) | Wohnanlage                                      | 2 Wohnzeilen, 1928 von Risse & Bett                                                                        |                                         |
| 09070327 | Teplitzer Straße 12, 12A, 14/16, 16A, 18/20 Berkaer Straße 26 Egerstraße 4/6 Karlsbader Straße 12–14 (Lage)                                                                                                  | Wohnanlage                                      | 6 Wohngebäude, 1930–31 von Kurt Heinrich Tischer                                                           | Teplitzer Straße                        |

## Baudenkmale
| Nr.      | Lage | Offizielle Bezeichnung                                                                     | Beschreibung | Bild |
| -------- | --- | ------------------------------------------------------------------------------------------ | --- | ---- |
| 09070264 | Amselstraße 10 (Lage) | Landhaus                                                                                   | 1930 von Otto Rudolf Salvisberg |      |
| 09070265 | Auguste-Viktoria-Straße 6–6A (Lage)                                                                                                | Mietshaus                                                                                  | 1908–09 von Alfred Lowitzki |      |
| 09070328 | Auguste-Viktoria-Straße 40–48 Davoser Straße 10–17A Forckenbeckstraße 50–51 Hohenzollerndamm 127–129 Kissinger Straße 62–65 (Lage) | Wohnanlage Bestandteil des Ensembles: Hohenzollerndamm                                     | 1926–28 von Otto Rudolf Salvisberg                                                                                                  |      |
| 09070266 | Auguste-Viktoria-Straße 49–55 Davoser Straße 18, 20–23A Kissinger Straße 8–11 Reichenhaller Straße 65–68 (Lage)                    | Wohnanlage                                                                                 | 1927–28 von Bleier & Clement |      |
| 09070267 | Auguste-Viktoria-Straße 75 (Lage)                                                                                                  | Haus Schöndorff (Israelische Botschaft in Berlin)                                          | Oberlin-Seminar, 1929–30 vom Karstadt-Baubüro                                                                                       |      |
| 09070268 | Berkaer Platz 1 Berkaer Straße 7 (Lage)                                                                                            | Rathaus Schmargendorf                                                                      | 1900–02 von Otto Kerwien |      |
| 09070269 | Berkaer Straße 9–11 Auguste-Viktoria-Straße 58–59 (Lage)                                                                           | Goethe-Lyzeum                                                                              | 1911–13 von Alfred Solbach |      |
| 09070270 | Berkaer Straße 31–35 Sulzaer Straße 10 (Lage)                                                                                      | Altersheim der Jüdischen Gemeinde zu Berlin                                                | 1929–31 von Alexander Beer |      |
| 09070271 | Bibersteig 13 Goldfinkweg (Lage)                                                                                                   | Landhaus                                                                                   | 1939 von Hans & Wassili Luckhardt                                                                                                   |      |
| 09070272 | Breite Straße Kirchstraße (Lage)                                                                                                   | Dorfkirche                                                                                 | 13./14. Jh. |      |
| 09070273 | Cunostraße 69–70 Kranzer Straße 5 Landecker Straße 4 (Lage)                                                                        | Wohnanlage                                                                                 | 1927–29 von Bruno Ahrends (?) |      |
| 09070274 | Davoser Straße 19 (Lage) | Landhaus                                                                                   | 1924 von Paul Traeger |      |
| 09070329 | Doberaner Straße 5–6 Heiligendammer Straße 14–15 Krampasplatz 3 (Lage)                                                             | Wohnanlage                                                                                 | 1925–26 von Otto Rudolf Salvisberg                                                                                                  |      |
| 09070276 | Flinsberger Platz 3 Kudowastraße 15 (Lage)                                                                                         | Mietshaus                                                                                  | 1931 von Hans Scharoun |      |
| 09070279 | Franzensbader Straße 17 (Lage) | Landhaus                                                                                   | 1939 von Hans Baier und Konrad Fleck                                                                                                |      |
| 09070280 | Friedrichshaller Straße 12–13 Reichenhaller Straße 8 (Lage)                                                                        | ehemals 14. Volksschule Schmargendorf                                                      | Friedrichshaller Straße 13; vor 1900; heute Judith-Kerr-Grundschule                                                                 |      |
| 09070280 | Friedrichshaller Straße 12–13 Reichenhaller Straße 8 (Lage)                                                                        | ehemals 14. Volksschule Schmargendorf                                                      | Reichenhaller Straße 8; Erweiterung 1908 von Alfred Solbach; heute Alt-Schmargendorfer-Grundschule                                  |      |
| 09070280 | Friedrichshaller Straße 12–13 Reichenhaller Straße 8 (Lage)                                                                        | ehemals 14. Volksschule Schmargendorf                                                      | Reichenhaller Straße 8; 1933 von E. Körner, heute Alt-Schmargendorfer-Grundschule                                                   |      |
| 09070280 | Friedrichshaller Straße 12–13 Reichenhaller Straße 8 (Lage)                                                                        | ehemals 14. Volksschule Schmargendorf                                                      | Friedrichshaller Straße 12; 1933 von E. Körner, ehemals Wohnungen für Lehrer und Hausmeister, heute Alt-Schmargendorfer-Grundschule |      |
| 09070281 | Heydenstraße 30 (Lage) | Villa Riefenstahl                                                                          | 1935–36 von Ernst Petersen und Hans Ostler                                                                                          |      |
| 09070282 | Hohenzollerndamm 67–76 Flinsberger Platz 6 (Lage)                                                                                  | Wohnanlage Bestandteil des Ensembles: Hohenzollerndamm                                     | 1935–37 von Paul G. R. Baumgarten                                                                                                   |      |
| 09070283 | Hohenzollerndamm 78–80 Ilmenauer Straße 1–1A (Lage)                                                                                | Wohnanlage                                                                                 | 1938–39 von Otto Firle |      |
| 09070284 | Hohenzollerndamm 87 Egerstraße 12 (Lage)                                                                                           | Mietshaus                                                                                  | Miethaus Hohenzollerndamm, 1912 von Otto Rudolf Salvisberg, im Büro Paul Zimmerreimer                                               |      |
| 09070284 | Hohenzollerndamm 87 Egerstraße 12 (Lage)                                                                                           | Mietshaus                                                                                  | Miethaus Egerstraße |      |
| 09070287 | Hohenzollerndamm 88–88A (Lage) | Wohn- und Geschäftshaus                                                                    | 1929 von Siegfried Kaprowski |      |
| 09070287 | Hohenzollerndamm 88–88A (Lage) | Wohn- und Geschäftshaus                                                                    | Garage |      |
| 09070285 | Hohenzollerndamm 90–91 Karlsbader Straße 1 (Lage)                                                                                  | Mietshaus                                                                                  | 1904–05 von Heinrich Theising |      |
| 09070290 | Hohenzollerndamm 130–130A Forckenbeckstraße (Lage)                                                                                 | Kreuzkirche mit Pfarrhaus Bestandteil des Ensembles: Hohenzollerndamm                      | 1928–29 von Ernst Paulus & Günther Paulus                                                                                           |      |
| 09070290 | Hohenzollerndamm 130–130A Forckenbeckstraße (Lage)                                                                                 | Kreuzkirche mit Pfarrhaus Bestandteil des Ensembles: Hohenzollerndamm                      | Pfarrhaus |      |
| 09070292 | Hubertusallee 74 (Lage) | Landhaus                                                                                   | 1900, 1920 Umbau von Mathaeus & Möller                                                                                              |      |
| 09070293 | Hubertusallee 76 Berkaer Straße 23 (Lage)                                                                                          | Villa Hollaender                                                                           | 1909–10 von Oskar Kaufmann |      |
| 09070294 | Hundekehlestraße 31 (Lage) | Landhaus                                                                                   | 1925 von Hugo und Otto Schellenberg                                                                                                 |      |
| 09070295 | Ilmenauer Straße 2–2A (Lage) | Mietshaus                                                                                  | 1925–27 von Alfred Wiener und Hans Jaretzki                                                                                         |      |
| 09070330 | Kissinger Straße 56 (Lage) | Landhaus                                                                                   | 1926–27 von Hugo und Otto Schellenberg                                                                                              |      |
| 09070301 | Kranzer Straße 2–3 (Lage) | Realgymnasium Schmargendorf (heute Marienburg-Oberschule)                                  | 1910–12 von Otto Solbach |      |
| 09070302 | Lentzeallee 8/10 (Lage) | Zolltechnische Prüf- und Lehranstalt (heute Berlin International School)                   | 1912–14 von Walter Kern und v. Jacobi                                                                                               |      |
| 09070303 | Lentzeallee 12/14 Misdroyer Straße 2/4 (Lage)                                                                                      | ehem. Säuglingsheim (heute Berlin International School)                                    | 1929–38 von Mebes & Emmerich |      |
| 09070305 | Max-Eyth-Straße 7 (Lage) | Landhaus                                                                                   | 1929–31 von Hans Claus |      |
| 09076022 | Max-Eyth-Straße 8 (Lage) | Haus Dr. Landmann                                                                          | 1933–34 von Fritz August Breuhaus de Groot                                                                                          |      |
| 09070306 | Max-Eyth-Straße 12A (Lage) | Haus Lille Ø (Kleine Insel)                                                                | 1934 von Fritz August Breuhaus de Groot (siehe auch Gartendenkmal Max-Eyth-Straße 12A)                                              |      |
| 09070307 | Miquelstraße 23 Bernadottestraße 38 (Lage)                                                                                         | Landhaus                                                                                   | 1936–37 von Fritz August Breuhaus de Groot (siehe auch Gartendenkmal Miquelstraße 23)                                               |      |
| 09070308 | Miquelstraße 39–39B Pücklerstraße 5–5C (Lage)                                                                                      | Haus Scharf                                                                                | 1938 von Hans Scharoun |      |
| 09070308 | Miquelstraße 39–39B Pücklerstraße 5–5C (Lage)                                                                                      | Haus Scharf                                                                                | Einfriedung Park Gerstenberg, 1904, in Teilen rekonstruiert 1979                                                                    |      |
| 09075445 | Miquelstraße 42 (Lage) | Landhaus Dr. Werner                                                                        | 1934 von Hans Köhler |      |
| 09040099 | Misdroyer Straße 51 (Lage) | Familiengrab Tübbecke auf dem Schmargendorfer Friedhof (Grabstätte 19/29)                  | 1898 |      |
| 09070337 | Misdroyer Straße 51 (Lage) | Grabkreuz Peter Gottfried Salomon Schmidt auf dem Evangelischen Friedhof Alt-Schmargendorf | 1844 |      |
| 09046376 | Misdroyer Straße 51 (Lage) | Wandgrab B 5–6 für Julius Habicht auf dem Schmargendorfer Friedhof                         | 1912 von Josef Rauch |      |
| 09075022 | Misdroyer Straße 51 (Lage) | Mausoleum Familie H. Zimmermann auf dem Schmargendorfer Friedhof                           | um 1901 |      |
| 09070309 | Oeynhauser Straße 1/5 Breite Straße 2–2B Friedrichshaller Straße 43 (Lage)                                                         | Wohnblock                                                                                  | 1926–28 |      |
| 09070310 | Rheinbabenallee 14 (Lage) | Landhaus Schröder                                                                          | 1913–14 von Heinrich Straumer |      |
| 09070311 | Rheinbabenallee 18 (Lage) | Landhaus                                                                                   | 1927–30 von Peter Großmann |      |
| 09070312 | Rheinbabenallee 32 (Lage) | Landhaus Paulus                                                                            | 1910 von Ernst Paulus |      |
| 09070313 | Rheinbabenallee 39 (Lage) | Einfamilienhaus                                                                            | 1934–35 von Siegfried Kaprowski |      |
| 09070314 | Rheinbabenallee 39A (Lage) | Einfamilienhaus                                                                            | 1934–35 von Siegfried Kaprowski |      |
| 09070315 | Rheinbabenallee 40–40A (Lage) | Doppelhaus                                                                                 | 1922 von Peter Großmann; Umbau 1925 von Otto Rudolf Salvisberg                                                                      |      |
| 09070316 | Rheinbabenallee 41A (Lage) | Landhaus                                                                                   | 1934 von Fritz August Breuhaus de Groot                                                                                             |      |
| 09070317 | Rheinbabenallee 42 (Lage) | Landhaus und Nebengebäude                                                                  | Villa, 1919, Anbauten um 1925 von Otto Rudolf Salvisberg                                                                            |      |
| 09070317 | Rheinbabenallee 42 (Lage) | Landhaus und Nebengebäude                                                                  | Garage |      |
| 09070317 | Rheinbabenallee 42 (Lage) | Landhaus und Nebengebäude                                                                  | Vorgartenanlage mit Bassin |      |
| 09070318 | Rheinbabenallee 44 (Lage) | Einfamilienhaus                                                                            | 1921 von Breslauer & Salinger, errichtet für den Bildhauer Carl Ebbinghaus                                                          |      |
| 09070319 | Rheinbabenallee 46/48 Warnemünder Straße 18–18A (Lage)                                                                             | Mehrfamilienhaus                                                                           | 1923 von Peter Großmann |      |
| 09070320 | Ruhlaer Straße 7–13 (Lage) | Mietshausblock                                                                             | 1929–31 von Erich Glas |      |
| 09070320 | Ruhlaer Straße 7–13 (Lage) | Mietshausblock                                                                             | Garage und Hofbau |      |
| 09070321 | Salzbrunner Straße 25/29 Charlottenbrunner Straße (Lage)                                                                           | Haus Salzbrunn                                                                             | Mietshausblock, 1928–29 von Harry Rosenthal                                                                                         |      |
| 09070334 | Salzbrunner Straße 45–47 (Lage) | Evangelisches Gymnasium Zum Grauen Kloster                                                 | 1927–28 von Paul E. Hoppe |      |
| 09070322 | Warnemünder Straße 28A-B (Lage) | Doppelhaus                                                                                 | 1930 von Rudolf Fränkel |      |
| 09070323 | Weinheimer Straße 7 (Lage) | Landhaus                                                                                   | 1925–26 von Hans Jacob |      |

## Gartendenkmale
| Nr.      | Lage | Offizielle Bezeichnung                                               | Beschreibung | Bild            |
| -------- | --- | -------------------------------------------------------------------- | --- | --------------- |
| 09046115 | Cunostraße 75–94 Forckenbeckstraße 57–59 Kissinger Platz 1–3 Kissinger Straße 20–21 Reichenhaller Straße 55–56 Tölzer Straße 1–18 (Lage) | Freiflächen der Reichsbanksiedlung Schmargendorf und Kissinger Platz | |                 |
| 09046115 | Cunostraße 75–94 Forckenbeckstraße 57–59 Kissinger Platz 1–3 Kissinger Straße 20–21 Reichenhaller Straße 55–56 Tölzer Straße 1–18 (Lage) | Freiflächen der Reichsbanksiedlung Schmargendorf und Kissinger Platz | Freiflächen der Reichsbanksiedlung Schmargendorf 1925–26 von Heinrich Friedrich Wiepking-Jürgensmann (siehe auch Gesamtanlage Cunostraße 75–94) |                 |
| 09046115 | Cunostraße 75–94 Forckenbeckstraße 57–59 Kissinger Platz 1–3 Kissinger Straße 20–21 Reichenhaller Straße 55–56 Tölzer Straße 1–18 (Lage) | Freiflächen der Reichsbanksiedlung Schmargendorf und Kissinger Platz | Kissinger Platz um 1910, 1925 von Heinrich Friedrich Wiepking-Jürgensmann                                                                       | Kissinger Platz |
| 09046135 | Max-Eyth-Straße 12A (Lage) | Hausgarten                                                           | 1934 von Fritz August Breuhaus de Groot und Georg Béla Pniower (?) (siehe auch Baudenkmal Max-Eyth-Straße 12A)                                  |                 |
| 09046136 | Miquelstraße 23 Bernadottestraße 38 (Lage)                                                                                               | Hausgarten                                                           | ab 1957 von Herta Hammerbacher (siehe auch Baudenkmal Miquelstraße 23)                                                                          |                 |
| 09097837 | Orber Straße 30-36 Charlottenbrunner Straße 38–41 Salzbrunner Straße 26/36 (Lage)                                                        | Vorgärten, Gartenhof und Pergolen mit Treppenanlage                  | Vorgärten, 1938–39 von Hermann Seeger |                 |
| 09097837 | Orber Straße 30-36 Charlottenbrunner Straße 38–41 Salzbrunner Straße 26/36 (Lage)                                                        | Vorgärten, Gartenhof und Pergolen mit Treppenanlage                  | Gartenhof und Pergolen mit Treppenanlage |                 |
| 09097837 | Orber Straße 30-36 Charlottenbrunner Straße 38–41 Salzbrunner Straße 26/36 (Lage)                                                        | Denkmalverlust: Wohnsiedlung                                         | 1938–39 von Hermann Seeger, aufgrund der voranschreitenden Baumaßnahmen, wurde der bereits eingeleitete Denkmalschutz wieder ausgehoben.        |                 |